# Лака соната
„Лака соната” (Sonata facile) је југословенски криминалистички ТВ филм из 1965. године. Режирао га је Иван Хетрих а сценарио је написао Милан Гргић.

## Улоге
| Глумац                   | Улога |
| ------------------------ | ----- |
| Љубица Драгић Стипановић |       |
| Љубица Јовић             |       |
| Мартин Сагнер            |       |
| Иво Сердар               |       |
| Божидар Смиљанић         |       |
| Драга Весна Стиплошек    |       |